# Palaquium vexillatum
Palaquium vexillatum är en tvåhjärtbladig växtart som beskrevs av Pieter van Royen. Palaquium vexillatum ingår i släktet Palaquium och familjen Sapotaceae. Inga underarter finns listade i Catalogue of Life.